# إف أي شود فول
إف أي شود فول (باللغة الإنكليزية If I Should Fall ومعناه بالعربية «إذا سقطت») هو فيلم وثائقي كندي من إخراج المخرج Brendon Culliton ومساعد المخرج Dan Heald حول حياة الجندي الكندي - اللبناني الأصل مارك دياب (باللأحرف اللاتينية Marc Diab) الذي توفي في أفغانستان بلغم أرضي. الوثائقية تبيّن حياة هذا الشاب البالغ من العمر 22 عاما وظروف وفاته وتأثير ذلك على عائلته وخطيبته وأصحابه ورفاقه في الجيش الكندي وفي جاليته اللبنانية الكندية حيث كان يقدّم جهوده بسخاء في النشاطات الشبابية والاجتماعية.

## مارك دياب
ولد مارك دياب في بلدة عين إبل في جنوب لبنان في 23 سبتمبر/أيلول 1986. والده هاني دياب ووالدته جهان فلح وله شقيقتين: جسيكا ومايا. شهدت العائلة الحرب الأهلية في لبنان وهاجرت إلى كندا لتعيش في ميسيسوغا، أونتاريو. كان مارك دياب ناشطا في النشاطات الشبابية والاجتماعية والحياة الكنسية ضمن جاليته اللبنانية، وكان مخطوبا من ماري بركات وكان ينوي الزواج منها حال عودته من الخدمة العسكرية في الجيش الكندي في Royal Canadian Dragoons ومركزه Petawawa، أونتاريو.
بعث للخدمة العسكرية في أفغانستان في مقاطعة كندهار، ولقي حتفه بانفجار لغم أرضي يوم 8 مارس/آذار 2009 ووري الثرى في كندا. افتتحت بلدية ميسيسوغا Trooper Marc Diab Memorial Park في يونيو/حزيران 2010 تخليدا لذكراه،  وافتتح أقاربه وعائلته مطعما باسم «مداميك» في Petawawa مع ذكريات من مارك دياب.
أسس أهله جمعية خيرية خاصة باسمه "Marc Diab Children's Foundation" ويذهب قسم من عائد الفيلم في الصالات والعروض الخاصة وعبر شريط الـDVD إلى هذه الجمعية. ويتضمن الـDVD بالإضافة إلى النسخة الأصلية، نسخة مطوّلة تتضمن مشاهد ومقابلات ووثائق إضافية لم يتضمنها الفيلم المعروض في الصالات.

## Brendon Culliton
الفيلم هو الفيلم الأول للمخرج الكندي الشاب Brendon Culliton المولود عام 1987 وتعلم في معهد Fanshawe متخصصا في البث التلفزيوني. هو مؤسس شركة Joint Media Group Inc مع والده Paul Culliton. والفيلم أول أعماله الطويلة.

## الفيلم الوثائقي
كانت شركة الإنتاج Joint Media Group Inc بصدد إنتاج سلسلة Afghan Diaries لتتناول أوجه عدة للحرب الأفغانية، وكان من ضمن المشروع حلقة عن جنود التحالف وخصوصا الجنود الكنديين الذين سقطوا في الخدمة في أفغانستان. أجرى المخرج Brendon Culliton سلسلة من المقابلات، وحالما التقى بعائلة الجندي الشهيد مارك دياب الكندي اللبناني الأصل حتى استقر رأيه على تغطية حياته وسيرته وظروف مقتله. ساعده في ذلك انفتاح أهل مارك له، وشهادات كثيرة من أصحابه ومن المجنّدين الذين عرفوه ومجموعة أفلام وصور كان التقطهم مارك بنفسه في كندا مع أصحابه والشباب الذين كان يخدمهم والشرائط الكثيرة التي صوّرها في أفغانستان حول الحياة في معسكره، بالإضافة إلى شريط خاص سجله بعنوان "See You Tomorrow" (بالعربية «أراكم غدا») ليعرض حال وفاته.
ويتضمن الفيلم شهادات من القائد الكندي العسكري Lewis MacKenzie وعن مهمات مارك دياب في المعسكر قبل وفاته بعمر الـ22 سنة قبل أسابيع فقط من عودته إلى كندا منهيا خدمته العسكرية في أفغانستان.
الموسيقى المستعملة هي للمغنية الكندية Loreena McKennitt

## الجوائز
- 2011: «جائزة التميّز في الأفلام الوثائقية» في مهرجان كندا الدولي للأفلام في فانكوفر، بريتيش كولومبيا
- 2011: جائزة «أفضل وثائقية» في مهرجان هاملتون للأفلام في هاملتون، أونتاريو
- 2011: جائزة «أفضل وثائقية» في مهرجان سيلفر وايف للأفلام في فريدريكتون، نيو برونزويك
- 2012: جائزة «أفضل وثائقية» في مهرجان جزيرة أميليا للأفلام، فلوريدا
- 2012: جائزة الجمهور في مهرجان بوفالو نياغارا للأفلام في بوفالو، نيويورك

كما اختير الفيلم للعرض في مهرجان برانتفورد الدولي للأفلام، وفي المهرجان الدولي للأفلام الوثائقية في بيلفيل، أونتاريو، وفي Reelworld Film Festival في تورونتو، أونتاريو وCanadian Film Fest أيضا في تورونتو، أونتاريو وفي «المهرجان اللبناني للأفلام» في ميلبورن، أستراليا

## الوصلات الخارجية
- If I Should Fall الموقع الرسمي
- If I Should Fall trailer
- إف أي شود فول على موقع IMDb (الإنجليزية)
- إف أي شود فول على موقع روتن توميتوز (الإنجليزية)
- إف أي شود فول على موقع قاعدة بيانات الفيلم (الإنجليزية)
- إف أي شود فول على موقع ليتربوكسد (الإنجليزية)
- Brendon Culliton في قاعدة بيانات الأفلام على الإنترنت ]
- Marc Diab الموقع الرسمي
  - Marc Diab Children's Foundation
  - Madameek Restaurant بذكرى مارك دياب